# 鳥取港
鳥取港（とっとりこう）は、鳥取県鳥取市の港湾。鳥取市の北西約6km、千代川の河口に位置する。1953年（昭和28年）に地方港湾に指定され、1975年（昭和50年）4月に重要港湾に指定されたが、現在、国際定期航路は有していない。

## 概要
1653年（承応2年）、鳥取藩初代藩主の池田光仲が御船手番所（川口番所）を設置したのが始まり。古くは賀露港（かろこう、かろのみなと）と呼ばれた。 
2015年度の発着数は829隻（357,102総トン）うち外国商船5隻（20,141総トン）、利用客数は92人（乗込人員92人）である。
港一帯は2004年（平成16年）1月30日にみなとオアシスの登録をしていて、とっとり賀露かにっこ館を代表施設とする鳥取・賀露みなとオアシスとして情報発信・交流拠点ともなっている

## 港湾施設

### 千代地区
- 1号岸壁（-10.0m×185m、1バース）
- 2・3号岸壁（-7.5m×390m、3バース）
- 4号岸壁（-5.5m×180m、2バース）
- 8号岸壁（-5.0m×70m、1バース）
- 5・6・7・9号岸壁（-4.5m×660m、11バース）
- 物揚場（-4.0m×180m）
- 船揚場（90m）

### 賀露地区
- 岸壁（-5.5m×90m、1バース）
- 岸壁（-4.5m×180m、3バース）
- 物揚場（-4.0m×345m）
- 物揚場（-3.0m×240m）

### 西浜地区
- 岸壁（-4.5m×560m）

## 近隣港湾
- 舞鶴港
- 境港